# Río Xin
El río Xin (chino: 信江; pinyin: Xīn Jiāng; Wade-Giles: Hsin Jiang) fluye en el condado de Yushan desde el extremo oriental de la provincia de Jiangxi del centro de China hasta el lago Poyang. Algunos mapas de Wikipedia parecen llamarlo río Xiao.

## Geografía
Nace en las montañas Huai Shan, en los límites norte y este de su cuenca, desde donde el río fluye hacia el oeste. Entre los afluentes se encuentran el río Yu Ya, el río Rao Norte, el río Feng, el río Stone (río Lu), arroyos de montaña más pequeños, el río Ge y el río Baita. El río Xin inferior recibe al río Le-an, que se une a él como afluente y ambos aportan agua al lago Poyang y finalmente al río Yangtze. Tiene una longitud de 360,5 km y drena un área de 17.600 km² con una gran carga de sedimentos. La cuenca del río Xin está limitada por los montes Huaiyu al norte y al este y por el Wuyi Shan al sur y al este. Huanggang Shan tiene 2.158 m de altura, la montaña más alta de la provincia de Jiangxi, en el borde sur de la cuenca. Los puertos de montaña de Fenshui Guan y Fengling Guan están en el borde sureste de la cuenca del río Xin. Shan (山) y guan (关) significan montaña y paso en chino, respectivamente.
El río Xin se puede dividir en tres tramos: alto, medio y bajo. El tramo superior del río se encuentra en un terreno montañoso y ondulado. El tramo medio de la cuenca reduce gradualmente su pendiente a medida que el río fluye hacia el oeste. En la zona del lago Poyang, aguas abajo, el río se adentra en una llanura aluvial abierta. Asimismo, el 40% de la cuenca del río Xin, en el extremo oriental, es montañoso y el resto de la zona son colinas (35%) y llanuras (25%).

## Clima
La cuenca del río Xin tiene un clima monzónico subtropical. Las precipitaciones suelen comenzar en abril y aumentan gradualmente, con algunas zonas que reciben hasta 2000 mm o más al año. De julio a septiembre, el tiempo suele estar controlado por una alta subtropical, con tormentas y lluvias locales, y finalmente la lluvia escasea. La temperatura media anual de la cuenca es de 18 °C; la precipitación media anual es de 1845 mm, con menos en las montañas del este que en el oeste.

## Economía
El área del lago Poyang es una importante zona de cultivo de arroz, mientras que en el curso superior del río Xin se cultiva trigo y té. La cuenca del río Xin tiene una población humana de más de 4 millones de personas. Aproximadamente el 83% de la tierra cultivable de la cuenca se destina a los arrozales.

## Ciudades a lo largo del río

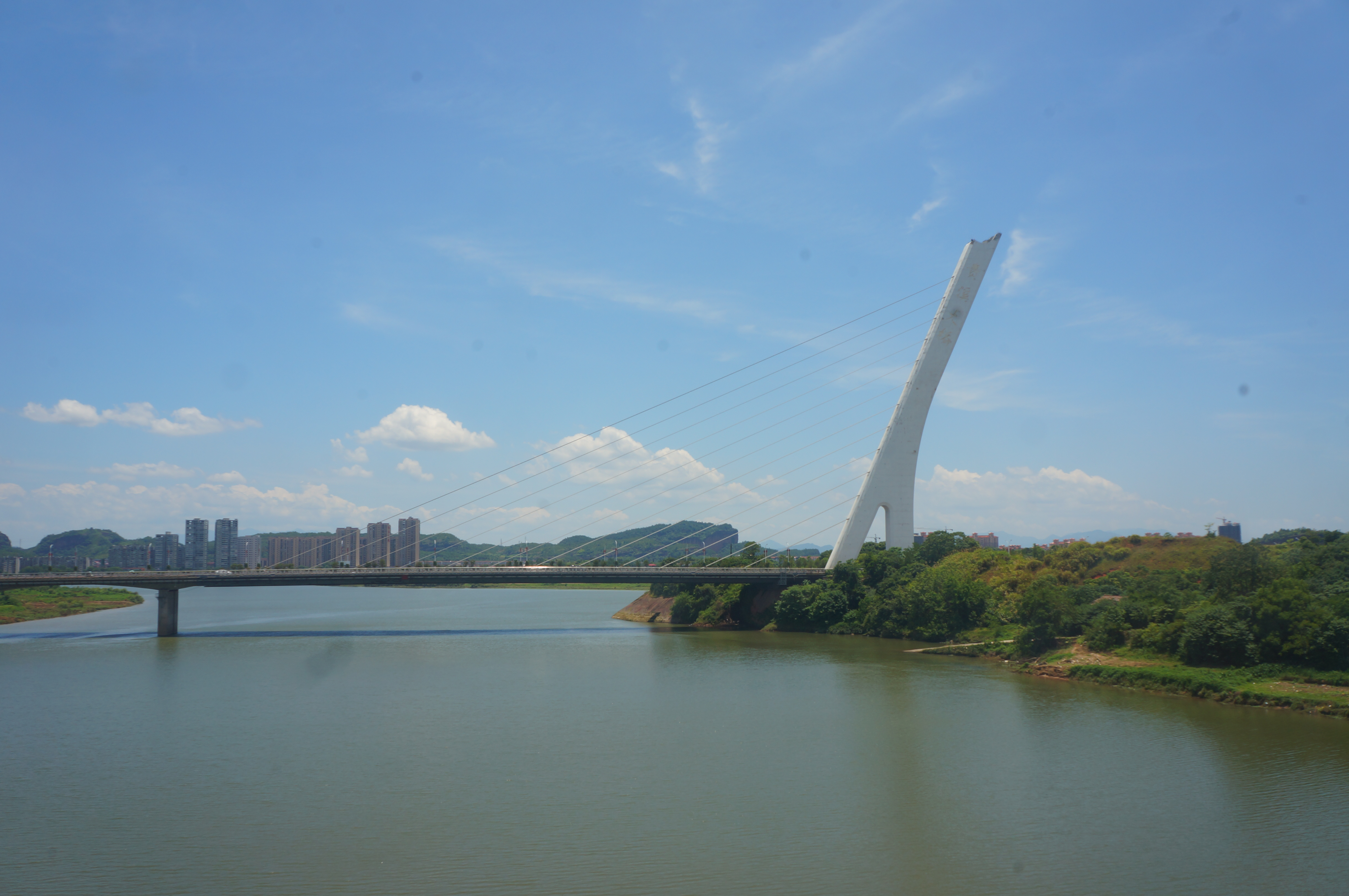
Puente en Guixi sobre el río Xin

Desde su cabecera, el río Xin fluye hacia el sur desde las cercanías de la ciudad de Yushan, hacia el este a través o cerca de las ciudades de Shangrao, Yanshan, Yiyang, Guixi, y Yingtan, Yujiang, Yugan, y luego hacia el noreste en el lago Poyang al este de la ciudad de Nanchang

## Protección medioambiental
Los gobiernos locales están colaborando para resolver importantes problemas medioambientales. La cuenca del río Xin ha tenido contaminación industrial, con la mina de cobre de Kanayama Guixi Yongping, como la mayor fuente de contaminación. En los últimos años, con el desarrollo económico de la cuenca, abordar la contaminación del cauce del río ha adquirido una importancia creciente. En 2005, la provincia de Zhejiang ordenó a los grandes contaminadores que limpiaran y colaboró con los funcionarios locales ofreciendo incentivos para resolver los problemas de contaminación. Las empresas de la cuenca incluían sobre todo compañías papeleras, metalúrgicas, químicas y farmacéuticas, y el producto químico más peligroso eran el flúor. Muchas empresas no disponen de instalaciones de tratamiento de aguas residuales, por lo que éstas se desechan en el río sin ningún tratamiento. En 2012, la contaminación del agua, el bajo nivel de las aguas y las actividades humanas habían tenido un impacto negativo en el esmerejón de cara escamosa, una especie en peligro de extinción que utiliza el río, aunque el cierre de una gravera de arena había tenido efectos positivos.

## Especies en peligro
El esmerejón de cara escamosa, una especie endémica del este de Asia y catalogada como en peligro de extinción por la UICN, fue reportada por primera vez para la provincia de Jiangxi en 1992, y una publicación de 2012 informa de 3-32 aves en el invierno de 2010-2011 en tres secciones del río Xin.